# When Broken Is Easily Fixed
When Broken Is Easily Fixed är Silverstein's debutalbum som kom ut 2003.

## Låtlista
1. "Smashed into Pieces" – 3:42
2. "Red Light Pledge" – 3:48
3. "Giving Up" – 4:12
4. "November" – 4:15
5. "Last Days of Summer" – 4:28
6. "Bleeds No More" – 3:16
7. "Hear Me Out" – 3:48
8. "The Weak and the Wounded" – 3:15
9. "Wish I Could Forget You" – 3:26
10. "When Broken Is Easily Fixed" – 4:20
11. "Friends In Fall River"- (Bonusspår) – 3:18
12. "Forever And A Day"- (Bonusspår) – 4:27